# B-Fab
Briana Brandy (* 22. November 1990 in Canton, Ohio, USA) ist eine US-amerikanische Wrestlerin und Musikerin. Sie steht aktuell bei der WWE unter Vertrag und tritt regelmäßig in deren Show SmackDown auf.

## Wrestling-Karriere

### World Wrestling Entertainment (seit 2019)
Ihr erstes Match für die WWE bestritt sie am 5. Dezember 2019. Hier besiegte sie zusammen mit Taynara das Team bestehend aus Catalina Garcia und Rita Reis. Bis März 2020 bestritt sie vereinzelt Matches, welche sie zum Teil gewann. Am 4. Mai 2021 wurde sie Mitglied im Stable Hit Row, bestehend aus Isaiah Scott, Ashante Adonis und Top Dolla. Erst am 14. September 2021 bestritt sie wieder ein Match, hier konnte sie Katrina Cortez besiegen. Am 1. Oktober 2021 wurde das Stable Hit-Row zu SmackDown gedraftet. Am 4. November 2021 wurde sie von der WWE entlassen.
2022 feierte sie bei der SmackDown-Ausgabe vom 12. August ihre Rückkehr zur WWE. Seither tritt sie fast ausschließlich als Valet, also als Ringbegleiterin, in Erscheinung.